# Machala
Machala est une ville du sud-ouest de l'Équateur et la capitale de la province d'El Oro. Sa population était estimée à 231 260 habitants en 2010, ce qui en fait la quatrième ville du pays.
Machala est surnommée « Capitale mondiale de la banane ». La fête de la banane se déroule chaque année fin septembre et donne lieu à l'élection de la Reine de la Banane (Reina del Banano).

## Géographie
Machala est située dans la Costa équatorienne, tout près du golfe de Guayaquil, sur l'océan Pacifique, à 117 km au sud de Guayaquil.

## Économie
La ville est un important pôle commercial pour les productions agricoles de la province, principalement bananes, café et cacao, mais aussi crevettes. L'industrie de la banane est essentiellement orientée vers l'exportation et joue un rôle-clé dans l'économie locale. Les bananes sont exportées depuis le port voisin de Puerto Bolívar, principalement vers l'Amérique du Nord. Les plantations de bananes s'étendent sur des milliers de km² autour de la ville ; on comptait 44 500 hectares de bananeraie dans El Oro en 2003.
Elle abrite une université technique, à laquelle appartient notamment la faculté d'agronomie. Le centre ville compte de nombreux hôtels. Le grand centre commercial, "El Shopping", situé à la sortie de la ville abrite de nombreux commerces et un cinéma.

## Attractions
La ville de Machala est peu touristique, c'est essentiellement une zone de passage entre l'Équateur et le Pérou.
Le parc de l'hôtel est le point central de la ville. On y trouve des bancs ombragés où se reposer et l'église peut se visiter. Le parc Las Brisas ou parque lineal au sud attire les machaleños chaque weekend, notamment le soir, pour se promener, manger quelque chose et laisser les enfants jouer dans les aires qui leur sont réservées.

## Personnalités
- Santiago Micolta (2000-), footballeur équatorien, est né à Machala.